# Aplodema magellanica
Aplodema magellanica is een keversoort uit de familie bladsprietkevers (Scarabaeidae). De wetenschappelijke naam van de soort is voor het eerst geldig gepubliceerd in 1842 door Hombres-Firmas & Jacquelin du Val.